# Hanatarash
Hanatarashi (ハナタラシ) was een Noise, specifiek Japanoise groep, opgericht door Boredoms frontman Yamantaka Eye en Zeni Geva gitarist Mitsuru Tabata. De groep werd opgericht in Osaka, toen ze elkaar in 1984 op een concert  van Einstürzende Neubauten ontmoeten. Na het uitbrengen van hun eerste album veranderde de naam in Hanatarash.
Hanatarash gebruikte verschillende ongewone instrumenten, zoals power tools, drilboren en zware machines.

## Optredens
Hanatarash was befaamd om zijn gevaarlijke concerten, waarbij "Eye" bijvoorbeeld een dode kat in tweeën sneed met een machete, of een cirkelzaag aan zijn rug bond (en daarbij bijna zijn been kwijtgeraakte). Tijdens een van de concerten werd een deel van de concertzaal verwoest, toen er met een graafmachine  via de achtermuur het podium op werd gereden.
Tijdens een concert in 1985 moesten concertgangers een formulier invullen, omdat de kans bestond dat er schade werd berokkend tijdens de opvoering. Dit concert werd stopgezet toen "Eye" aanstalten maakte om een aangestoken molotov cocktail in het publiek te gooien. Dit concert kostte meer dan ¥600,000 (ongeveer €7.500 ) aan reparatiekosten.
Na een aantal jaren van verwoestende live shows, werd Hanatarash verboden om op te treden. Pas in 1990 startten ze terug met optredens, weliswaar zonder het kenmerkende.

## Selecte discografie

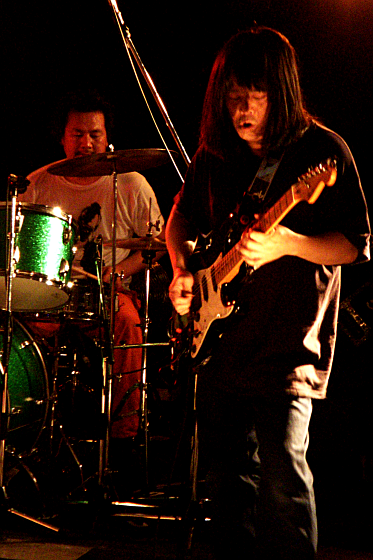
Tabata Mitsuru in concert met Zeni Geva

- Take Back Your Penis! Cassette (Condome Cassex, 1984)
- Hanatarashi LP (Alchemy, 1985)
- 2 LP (Alchemy, 1988)
- 3 LP (RRRecords, 1989) CD (RRRecords, 1992)
- The Hanatarash and His eYe 7" (Public Bath, 1992)
- 4: AIDS-a-Delic CD (Public Bath, 1994)
- 5: We Are 0:00 CD (Shock City, Trattoria, 1996)
- Live!! 84 Dec. 16 Zabo-Kyoto CD (MoM'n'DaD Productions, 1993)
- Live!! 88 Feb. 21 Antiknock / Tokyo CD (MoM'n'DaD Productions, 1992)
- Live!! 82 Apr. 12 Studio Ahiru / Osaka CD (MoM'n'DaD Productions, 1993)

- International Standard Name Identifier: 0000 0004 7089 1590
- Library of Congress Control Number: no2012068471
- MusicBrainz: 2933f2b9-ff60-45b9-bace-ba31565a3990
- Virtual International Authority File: 249892534